# Zimmer 483
Zimmer 483 – drugi album niemieckiego zespołu pop rockowego Tokio Hotel z 2007 roku. Jego premiera miała miejsce 23 lutego, w Polsce – 26 lutego. 
Nagrania w Polsce uzyskały certyfikat złotej płyty.

## Lista utworów
1. "Übers Ende Der Welt" - 3:33
2. "Totgeliebt" - 3:42
3. "Spring Nicht" - 4:09
4. "Heilig" - 4:03
5. "Wo Sind Eure Hände" - 3:37
6. "Stich Ins Glück" - 4:04
7. "Ich Brech Aus" - 3:24
8. "Reden" - 3:13
9. "Nach Dir Kommt Nichts" - 3:14
10. "Wir Sterben Niemals Aus" - 2:59
11. "Vergessene Kinder" - 4:34
12. "An Deiner Seite (Ich bin Da)" - 4:22

- Na płycie znajduje się również 13 piosenka, która została ukryta jest to "In die Nacht". Po uruchomieniu płyty należy przytrzymać klawisz '<<' (wstecz) do ok. -2:34. Utwór zaczyna się ok. -2:30.
- Na niemieckiej wersji albumu znajduje się również bonusowa piosenka "Hilf Mir Fliegen" (Pomóż mi latać).

## Teledyski
Tokio Hotel nakręciło jak dotąd trzy teledyski do utworów z płyty Zimmer 483. Pierwszy to Übers Ende der Welt, którego premiera miała miejsce 22 stycznia 2007.
Teledysk rozpoczyna się marszem wielu więźniów, wśród których są członkowie zespołu. W czasie refrenu widać zespół grający w środku elektrowni i więźniów próbujących uciec z budynku. Klip kończy się wspinaczką po ścianie i wejściem na dach budynku przez wykonawców.
Drugi teledysk nakręcono do Spring nicht. Jego premiera miała miejsce 12 marca 2007. 
Piosenka opowiada o samobójstwie. Klip zaczyna się wejściem wokalisty - Billa Kaulitza na dach wieżowca. Kolejna scena przedstawia go w "drugiej postaci" idącego przez miasto i rozglądającego się. Dostrzega on, że ktoś jest na dachu i ma zamiar skoczyć, po czym wbiega na dach. Teledysk ten ma 2 zakończenia, według jednego Bill zostaje powstrzymany od samobójstwa natomiast drugie zakończenie przedstawia skok samobójcy z dachu.
Trzeci teledysk jest do piosenki "An deiner seite (Ich bin da)". Premiera teledysku odbyła się 16 listopada 2007.
Wideo jest miksem filmów promujących trzecie koncertowe DVD zespołu. Można tam zobaczyć urywki z koncertu w Oberhausen, oraz fragmenty Backstage czyli tego co dzieje się przed i po koncercie.